# Randomizirana procjena terapije protiv COVID-19
Randomizirana procjena terapije protiv COVID-19 (eng: Randomised Evaluation of COVID-19 Therapy, RECOVERY Trial ili RECOVERY) veliko je kliničko ispitivanje mogućih tretmana za ljude u Ujedinjenom Kraljevstvu primljenih u bolnicu s teškom infekcijom COVID-19. Od 2. prosinca 2020., ispitivanje je testiralo devet intervencija na odraslima: sedam preuređenih lijekova, jedan novorazvijeni lijek i rekonvalescentnu plazmu.

## Tretmani
Sljedeći se tretmani nasumično dodjeljuju hospitaliziranim osobama s teškom infekcijom od COVID-19:
- Niske doze deksametazona (steroid koji smanjuje upalu; samo kod djece)
- Tocilizumab (protuupalno)
- Rekonvalescentna plazma (krvna plazma ljudi koji su se oporavili od COVID-19 i koji mogu sadržavati antitijela protiv virusa SARS-CoV-2)
- Intravenski imunoglobulin (samo za djecu)[5]
- REGN-COV2 (koktel od dva antivirusna monoklonska antitijela)
- Aspirin
- Kolhicin (protuupalni lijek)

Sljedeći tretmani prethodno su bili uključeni u ispitivanje:
- Lopinavir-ritonavir (lijek za HIV)
- Hidroksiklorokin (koristi se za liječenje malarije i reumatizma)
- Azitromicin (antibiotik)

Posljednja tri tretmana bila su zatvorena za nove korisnike nakon što se pokazalo da su neučinkovita.
Deksametazon je bio zatvoren za nove unose za odrasle nakon pozitivnih rezultata.

## Dizajn
Ispitivanje RECOVERY je veliko, raznovrsno kontrolirano ispitivanje. Primarni cilj ispitivanja je "pružiti pouzdane procjene učinka ispitivanih tretmana na smrtnost od svih uzroka u 28 dana nakon prve randomizacije."
To je "otvorena oznaka" studije: ljudi koji se liječe i kliničari koji znaju liječe, koji se tretman primjenjuje. Riječ je o adaptivnom kliničkom ispitivanju s više ruku. Novi postupci mogu se dodavati u ispitivanje kako odmiču, a drugi "lijekovi" za liječenje zatvoreni su za novi upis kad se dobiju rezultati.
Protokol ispitivanja razvijen je u ožujku 2020. Dizajn minimizira administrativno opterećenje bolničkog osoblja koje se u to vrijeme suočavalo s velikim brojem primanja COVID-19.
Kad su ljudi koji su hospitalizirani s COVID-19 uključeni u ispitivanje, automatski se randomiziraju na probno liječenje. Ako bilo koji tretman nije dostupan ili je kontraindiciran ili je definitivno indiciran za tog pacijenta, tada taj tretman nije uključen u postupak randomizacije. Glavna faza randomizacije sastoji se od tri dijela, tako da pacijentima ne može biti dodijeljen nijedan ili jedan ili dva ili tri pokusna tretmana. Ako bolest napreduje, može postojati i druga randomizacija.

## Operacije
Ispitivanje su vodili odjeli za zdravlje stanovništva i medicinu Nuffielda sa Sveučilišta u Oxfordu. Studiju vode Peter Horby i Martin Landray koji su bili su-glavni istražitelji suđenja. Ispitivanje se odvija u 176 bolnica NHS-a u Velikoj Britaniji, a uključuje tisuće zdravstvenih radnika.
Ispitivanje je započelo u ožujku 2020., a predviđeno trajanje bilo do lipnja 2021. Od prosinca 2020. u ispitivanje je bilo uključeno više od 20 000 sudionika COVID-19 primljenih u bolnice u Velikoj Britaniji.